# Estación de Gavá
Gavá (oficialmente y en catalán Gavà) es una estación ferroviaria situada en el municipio español de Gavá en la provincia de Barcelona, comunidad autónoma de Cataluña. Dispone de servicios de Media Distancia. Forma parte también de las líneas R2 y R2 Sur de Cercanías Barcelona. 

## Situación ferroviaria
La estación se encuentra en el punto kilométrico 662,7 de la línea férrea de ancho ibérico que une Madrid con Barcelona a 24 metros de altitud. El tramo es de vía doble y está electrificado. 

## Historia
La estación fue inaugurada el 29 de diciembre de 1881 con la apertura del tramo Barcelona - Villanueva y Geltrú de la línea férrea que buscaba unir Barcelona con Picamoixons-Valls. Para ello se constituyó, como era práctica habitual una compañía a tal efecto que respondía al nombre de Compañía del Ferrocarril de Valls a Vilanova y Barcelona. En 1881, la titular de la concesión cambió su nombre a compañía de los Ferrocarriles Directos de Madrid y Zaragoza a Barcelona persiguiendo con ello retos mayores que finalmente no logró alcanzar ya que acabó absorbida por la Compañía de los ferrocarriles de Tarragona a Barcelona y Francia o TBF en 1886. Esta a su vez acabó en manos de la gran rival de Norte, MZA, en 1898. MZA mantuvo la gestión de la estación hasta que en 1941 se produjo la nacionalización del ferrocarril en España y todas las compañías existentes pasaron a integrarse en la recién creada RENFE. 
Desde el 31 de diciembre de 2004 Renfe Operadora explota la línea mientras que Adif es la titular de las instalaciones ferroviarias.

## La estación
El edificio para viajeros, catalogado como Bien Cultural de Interés Local por la Generalidad de Cataluña, es una estructura de estilo ecléctico y disposición lateral a las vías de dos plantas. Dispone de dos vías principales y otras tantas derivadas. Tres andenes, uno lateral y otro central dan acceso a las vías siendo el cambio de uno a otro posible gracias a un paso subterráneo. 
Cuenta con venta de billetes, taquillas, sala de espera, aparcamiento y conexión con la red de autobuses incluyendo autobuses nocturnos. 

## Servicios ferroviarios

### Media Distancia
Gracias a sus trenes Regionales Renfe presta servicios de Media Distancia cuyos destinos principales son Reus, Tarragona, Lérida y Barcelona.
| Línea MD | Trenes   | Origen/Destino   |  | Destino/Origen | Equivalente Rodalies de Catalunya |
| -------- | -------- | ---------------- |  | -------------- | --------------------------------- |
| 35       | Regional | Lérida Tarragona |  | Barcelona      |                                   |
| 35       | Regional | Lérida           |  | Barcelona      |                                   |

### Cercanías
Forma parte de las línea R2 sur y R2 de Cercanías Barcelona operadas por Renfe Operadora. Es una de las estaciones que está en diferente zona según se aplique la distribución de la Autoridad del Transporte Metropolitano (1) o la de Rodalies de Catalunya (2).
| << cabecera                                | < estación    | línea | estación >                | cabecera >>                   |
| ------------------------------------------ | ------------- | ----- | ------------------------- | ----------------------------- |
| Rodalies de Catalunya de Renfe             |               |       |                           |                               |
| Castelldefels                              | Castelldefels |       | Viladecans                | Granollers Centro             |
| Villanueva y Geltrú San Vicente de Calders | Castelldefels |       | Viladecans Barcelona-Sans | Barcelona-Estación de Francia |